# マキシ・ヘルバー
マキシ・ヘルバー（Maxi Herber、1920年10月8日 - 2006年10月20日）は、ドイツ・ミュンヘン出身のフィギュアスケート選手。1936年ガルミッシュパルテンキルヘンオリンピックペア金メダリスト。1936年、1937年、1938年、1939年世界フィギュアスケート選手権ペアチャンピオン。パートナーは夫でもあったエルンスト・バイアー。

## 経歴
- ペアスケーターとして活躍する傍ら、シングルスケーターとしても競技会に参加した。
- 1936年、1937年、1938年、1939年世界フィギュアスケート選手権優勝。
- 1936年ガルミッシュパルテンキルヘンオリンピックで金メダルを獲得。
- 1940年、エルンスト・バイアーと結婚（1964年に離婚。再び2人は再婚するがのちに離婚）。
- 2006年10月20日、ガルミッシュ＝パルテンキルヒェンで死去。

## 主な戦績

### ペア
| 大会/年      | 33-34 | 34-35 | 35-36 | 36-37 | 37-38 | 38-39 |
| ------------ | ----- | ----- | ----- | ----- | ----- | ----- |
| オリンピック |       |       | 1     |       |       |       |
| 世界選手権   | 3     |       | 1     | 1     | 1     | 1     |
| 欧州選手権   |       | 1     | 1     | 1     | 1     | 1     |
| ドイツ選手権 | 1     | 1     | 1     |       | 1     | 1     |

### シングル
| 大会/年      | 33-34 | 34-35 | 35-36 | 36-37 | 37-38 | 38-39 |
| ------------ | ----- | ----- | ----- | ----- | ----- | ----- |
| 世界選手権   |       | 7     |       |       |       |       |
| 欧州選手権   |       |       | 4     | 7     |       | 4     |
| ドイツ選手権 | 1     | 1     | 1     |       |       |       |